# Rilland
Rilland – wieś w holenderskiej prowincji Zelandia. Jest położona w gminie Reimerswaal. Przed 1878 była osobną gminą. Wtedy połączyła się z Bath, tworząc gminę Rilland-Bath. Jest jedną z kilku wsi w Zelandii, w których znajduje się strzelnica i pole golfowe.

## Transport
W mieście znajduje się przystanek kolejowy Rilland-Bath.